# Saarlands herrlandslag i fotboll
Saarlands herrlandslag i fotboll var under stora delar av 1950-talet ett landslag i det dåvarande Saarprotektoratet. Man mötte oftast olika europeiska B-landslag under de 19 landskamper man hann spela åren 1950-1956. De största händelserna var VM-kvalmatcherna mot Västtyskland och Norge 1953 och 1954. Förundskapten var Helmut Schön, som senare blev förbundskapten för västtyska landslaget. I samband med att Saarland blev en västtysk delstat vid årsskiftet 1956-1957 blev SFB en del av det västtyska fotbollsförbundet.

## Kvalspelet till VM 1954 i Schweiz
| Nr | Lag ( )      | S | V | O | F | GM | IM | MS | P |
| -- | ------------ | - | - | - | - | -- | -- | -- | - |
| 1  | Västtyskland | 4 | 3 | 1 | 0 | 12 | 3  | +9 | 7 |
| 2  | Saarland     | 4 | 1 | 1 | 2 | 4  | 8  | −4 | 3 |
| 3  | Norge        | 4 | 0 | 2 | 2 | 4  | 9  | −5 | 2 |

| Hemma \ Borta |     |     |     |
| Norge         | —   | 2–3 | 1–1 |
| Saarland      | 0–0 | —   | 1–3 |
| Västtyskland  | 5–1 | 3–0 | —   |

## Spelare med fler än tio landskamper
| Nr | Namn              | Period    | Matcher | Mål |
| -- | ----------------- | --------- | ------- | --- |
| 1  | Waldemar Philippi | 1950–1956 | 18      | 0   |
| 2  | Herbert Martin    | 1950–1956 | 17      | 6   |
| 3  | Gerhard Siedl     | 1951–1956 | 16      | 4   |
| 4  | Erwin Strempel    | 1950–1955 | 14      | 0   |
| 5  | Herbert Binkert   | 1951–1956 | 12      | 6   |
| 5  | Theo Puff         | 1951–1956 | 12      | 0   |
| 6  | Nikolaus Biewer   | 1950–1954 | 11      | 0   |
| 7  | Peter Momber      | 1950–1956 | 10      | 1   |
| 7  | Kurt Clemens      | 1950–1956 | 10      | 0   |
| 7  | Albert Keck       | 1953–1956 | 10      | 0   |